# Nat Friedman
Nathaniel Dourif Friedman, conosciuto come Nat (6 agosto 1977), è un informatico e blogger statunitense.

## Biografia
Insieme a Miguel de Icaza, ha fondato Ximian, della quale è stato CEO dal 1999 al 2001. L'azienda è stata 0poi acquisita nel 2003 dalla Novell.
Prima della Ximian, aveva lavorato al progetto GNU ROPE, oltre per la Silicon Graphics e per la Microsoft.
Vive a Boston ed è vice Presidente di Linux Desktop alla Novell.
Il 25 maggio 2011 annuncia sul proprio blog, che entrerà come CEO nella neonata Xamarin (spin-off nato dal licenziamento, da parte di Novell, del team di Mono), ridando vita al sodalizio con Miguel de Icaza.
Dal 26 maggio 2018 al 15 novembre 2021, Nat è stato CEO di GitHub, noto servizio di hosting per progetti software.